# Butson Ridge
Butson Ridge (in Argentinien Cordón Molinero) ist ein felsiger Gebirgskamm mit einigen eisbedeckten Gipfeln von bis zu 1305 m Höhe an der Fallières-Küste des Grahamlands auf der Antarktischen Halbinsel. Er flankiert den Northeast-Gletscher nordwestlich. Sein westlicher Eckpfeiler ist der Berg Schauinsland.
Eine erste Vermessung führten 1936 Teilnehmer der British Graham Land Expedition (1934–1937) durch. Weitere Vermessungen folgten zwischen 1946 und 1948 durch den Falkland Islands Dependencies Survey (FIDS). Benannt ist der Gebirgskamm nach Arthur Richard Cecil Butson (1922–2015), Arzt des FIDS auf der Stonington-Insel, der 1947 einem Mitglied der Ronne Antarctic Research Expedition (1947–1948) nach einem Sturz in eine Gletscherspalte das Leben gerettet hatte. Argentinische Wissenschaftler benannten ihn dagegen (vorgeblich) nach Juan Molinero (wahrscheinlich eher Adolfo Molinero Calderón), der hier am 23. Mai 1949 mit zwei Kameraden bei einer Hundeschlittenexkursion ums Leben kam.